# (236305) Adamriess
(236305) Adamriess est un astéroïde de la ceinture principale.

## Description
(236305) Adamriess est un astéroïde de la ceinture principale. Il fut découvert le 19 janvier 2006 à Vallemare Borbona par Vincenzo Silvano Casulli. Il présente une orbite caractérisée par un demi-grand axe de 2,34 UA, une excentricité de 0,12 et une inclinaison de 7,8° par rapport à l'écliptique.

## Compléments